# Slag bij Mbanda Kasi
De Slag bij Mbandi Kasi was een militaire confrontatie tussen Portugees Angola en het Koninkrijk Kongo tijdens hun eerste gewapende conflict van 1622 tot 1623.

## Uitkomst
Hoewel de Portugezen de slag summier documenteerden, vermeldden de Kongolezen en hun Nederlandse bondgenoten deze in hun correspondentie. De slag vormde een keerpunt in de korte oorlog, waarbij Kongo de overhand kreeg, de Portugese gouverneur van Luanda werd verdreven en tot slaaf gemaakte Kongolese onderdanen werden bevrijd.
Na het conflict smeedde Mwene Kongo Pedro II een alliantie met de Nederlanders om de Portugezen volledig uit de regio te verdrijven.